# Aphyosemion maeseni
Aphyosemion maeseni és una espècie de peix de la família dels aploquílids i de l'ordre dels ciprinodontiformes.

## Morfologia
Els mascles poden assolir els 6 cm de longitud total.

## Distribució geogràfica
Es troba a Àfrica: Guinea, Libèria i Costa d'Ivori.